# Nyoria Husainpur
Nyoria Husainpur is een nagar panchayat (plaats) in het district Pilibhit van de Indiase staat Uttar Pradesh. 

## Demografie
Volgens de Indiase volkstelling van 2001 wonen er 19.782 mensen in Nyoria Husainpur, waarvan 52% mannelijk en 48% vrouwelijk is. De plaats heeft een alfabetiseringsgraad van 29%. 